# 조지 워싱턴의 고별 연설
조지 워싱턴의 고별 연설(영어: Washington's Farewell Address)은 대통령 조지 워싱턴이 20/45년간의 미국 공직 생활을 마친 후 "친구이자 동료 시민"에게 보낸 고별사이다. 그는 그의 대통령직 두 번째 임기 말에 버지니아의 마운트 버넌에 있는 자택으로 은퇴하기 전에 이 연설문을 작성했다.
이 서한은 1796년 선거에서 대통령 선거인단이 투표하기 약 10주 전인 1796년 9월 19일 클레이풀스 아메리칸 데일리 애드버타이저에 조지 워싱턴 장군의 미국 대통령직 사임에 관한 미국 국민에게 보내는 연설(영어: The Address of Gen. Washington to the People of America on His Declining the Presidency of the United States)이라는 제목으로 처음 발표되었다. 이 연설에서 그는 국가 통합의 중요성에 대해 이야기하며 미국인들에게 그들의 가치를 지키기 위해 피해야 할 지역주의, 당파주의, 외세의 정치적 위험에 대해 경고했다. 이 연설은 거의 즉시 전국 신문과 이후 소책자 형태로 재인쇄되었다.
초안은 원래 워싱턴이 첫 임기를 마치고 은퇴할 것을 고려하던 1792년 6월에 제임스 매디슨에 의해 준비되었다. 그러나 그는 재무장관 알렉산더 해밀턴과 국무장관 토머스 제퍼슨 사이의 격렬한 분쟁으로 인해 두 번째 임기를 위해 출마했고, 이 분쟁은 워싱턴에게 그의 리더십 없이는 국가가 분열될 것이라고 확신시켰다. 여기에는 외교 상태와 새로 형성된 연방당과 민주공화당 간의 분열이 포함되었다.
4년 후 그의 두 번째 임기가 끝나갈 무렵 워싱턴은 세 번째 임기를 거부할 의사를 발표하기 위해 해밀턴의 도움을 받아 원본 서한을 개정하여 새로운 고별 연설을 작성했다. 워싱턴은 1796년 미국의 정치 지형에 떠오르는 문제들을 반영하고 미국 헌법 채택 8년 후 정부에 대한 지지를 표명하며, 그의 행정부 기록을 옹호하고, 미국 국민에게 고별 조언을 제공한다. 이 서한은 또한 논란이 되었던 1794년 제이 조약 이후 워싱턴에게 등을 돌렸던 나라를 재결합하려는 시도였다.

## 요약

길버트 스튜어트의 1796년 초상화 속 조지 워싱턴

조지 워싱턴 없는 미국 대통령의 생각은 많은 미국인들에게 우려를 불러일으켰다. 토머스 제퍼슨은 워싱턴의 많은 정책에 동의하지 않았고 나중에 민주공화당을 이끌며 많은 연방당 정책에 반대했지만, 정치적 라이벌인 연방당의 지도자 알렉산더 해밀턴과 함께 워싱턴이 은퇴를 미루고 두 번째 임기를 수행하도록 설득했다. 두 사람은 워싱턴의 리더십 없이는 국가가 분열될 것을 두려워했다. 워싱턴은 미국 국민에게 지난 선거 전에 은퇴하고 싶었지만 그의 말로는 "나의 신뢰를 받을 자격이 있는" 사람들에게 두 번째 임기를 수행하는 것이 그의 의무라고 설득당했다고 말할 때 이를 언급했을 가능성이 크다.
워싱턴의 고별 연설에 제시된 모든 아이디어는 워싱턴으로부터 나왔지만, 대부분은 알렉산더 해밀턴이 작성했다.
워싱턴은 그의 첫 취임 연설에서 그랬듯이, 자신이 대통령이 될 자격이 없다고 진정으로 믿는다고 말함으로써 그의 봉사가 더 이상 필요하지 않다는 것을 미국 국민에게 납득시키려 했다. 그가 대통령 재임 기간 동안 어떤 일을 성취했다면, 그것은 그들의 지지와 국가가 생존하고 번영하는 데 도움을 주려는 노력의 결과라고 말했다. 그의 리더십 없이도 국가가 살아남을 것이라는 확신에도 불구하고 워싱턴은 편지의 대부분을 그가 국가에 가장 큰 위협이라고 생각하는 것에 대해 "떠나는 친구"로서 조언하는 데 할애했다.

### 단결과 할거주의
이 연설은 대중 정부를 긍정하고 "공화주의적 자유"에 대한 위협에 대해 경고함으로써 워싱턴의 공화주의에 대한 이해를 표현한다. 워싱턴은 미국 국민에게 독립, 국내외 평화, 안전, 번영, 자유가 모두 주들 간의 단결에 달려 있다고 강조함으로써 경고를 시작했다. 그는 헌법에 의해 만들어진 주 연합이 국가의 국내외 적들의 가장 빈번하고 집중적인 공격을 받을 것이라고 경고했다. 그는 미국 국민에게 연합을 포기하거나, 국가의 일부를 분리하거나, 헌법적 연합을 묶는 유대를 약화시키려는 모든 사람을 의심하라고 경고했다. 연합의 힘을 증진하기 위해 그는 사람들에게 주, 도시 또는 지역 구성원으로서의 정체성보다 미국인으로서의 정체성을 우선시하고 모든 다른 지역적 이해관계보다 국가에 대한 노력과 애정을 집중할 것을 촉구했다. 사람들에게 종교, 매너, 습관, 정치적 원칙에 있어서 사소한 차이 이상을 가지고 있지 않으며 독립과 자유의 승리와 소유는 함께 노력한 결과임을 상기시켰다.
워싱턴은 국가, 지역 및 국민이 현재 공유하는 단합으로 인해 이미 어떻게 혜택을 받고 있는지에 대한 몇 가지 예를 들어 연합에 대한 지지를 계속 표현했다. 그런 다음 그는 국민의 공동 노력과 자원이 외세의 공격으로부터 국가를 보호하고 경쟁과 외세와의 경쟁적인 관계 때문에 종종 발생하는 이웃 국가 간의 전쟁을 피할 수 있게 해줄 것이라는 믿음으로 미래를 내다보았다. 그는 연합이 제공하는 안보가 미국이 지나치게 커진 군대를 만들지 않도록 할 것이며 이는 자유, 특히 미국이 창조한 공화주의적 자유에 큰 위협이 된다고 주장했다.
워싱턴은 미국 국민에게 미국 국경 내의 땅이 공화국으로 통치하기에는 너무 크다는 주장을 하는 개인이나 단체의 숨겨진 동기를 의심하라고 경고했다. 이는 루이지애나 준주의 제안된 구매에 대한 논쟁 중에 많은 사람들이 제기했던 주장으로, 큰 공화국의 실험이 불가능하다고 결정하기 전에 작동할 기회를 줄 것을 요구했다. 그는 이어 할거의 위험에 대해 강력히 경고하며 할거주의자의 진정한 동기는 권력을 얻고 정부를 장악하기 위해 지역과 사람들 사이에 불신이나 경쟁을 야기하는 것이라고 주장했다. 워싱턴은 스페인 멕시코와 영국령 캐나다 사이의 미국 서부 영토 국경을 설정하고 서부 농민들이 미시시피강을 따라 뉴올리언스로 물품을 운송할 권리를 확보한 제이 조약과 핑크니 조약을 지적했다. 그는 이 조약들을 대서양 연안의 동부 주들과 연방 정부가 모든 미국 국민의 복지를 돌보고 있으며 통일된 국가로서 외국으로부터 공정한 대우를 얻을 수 있다는 증거로 내세웠다.

### 헌법과 정치 파벌

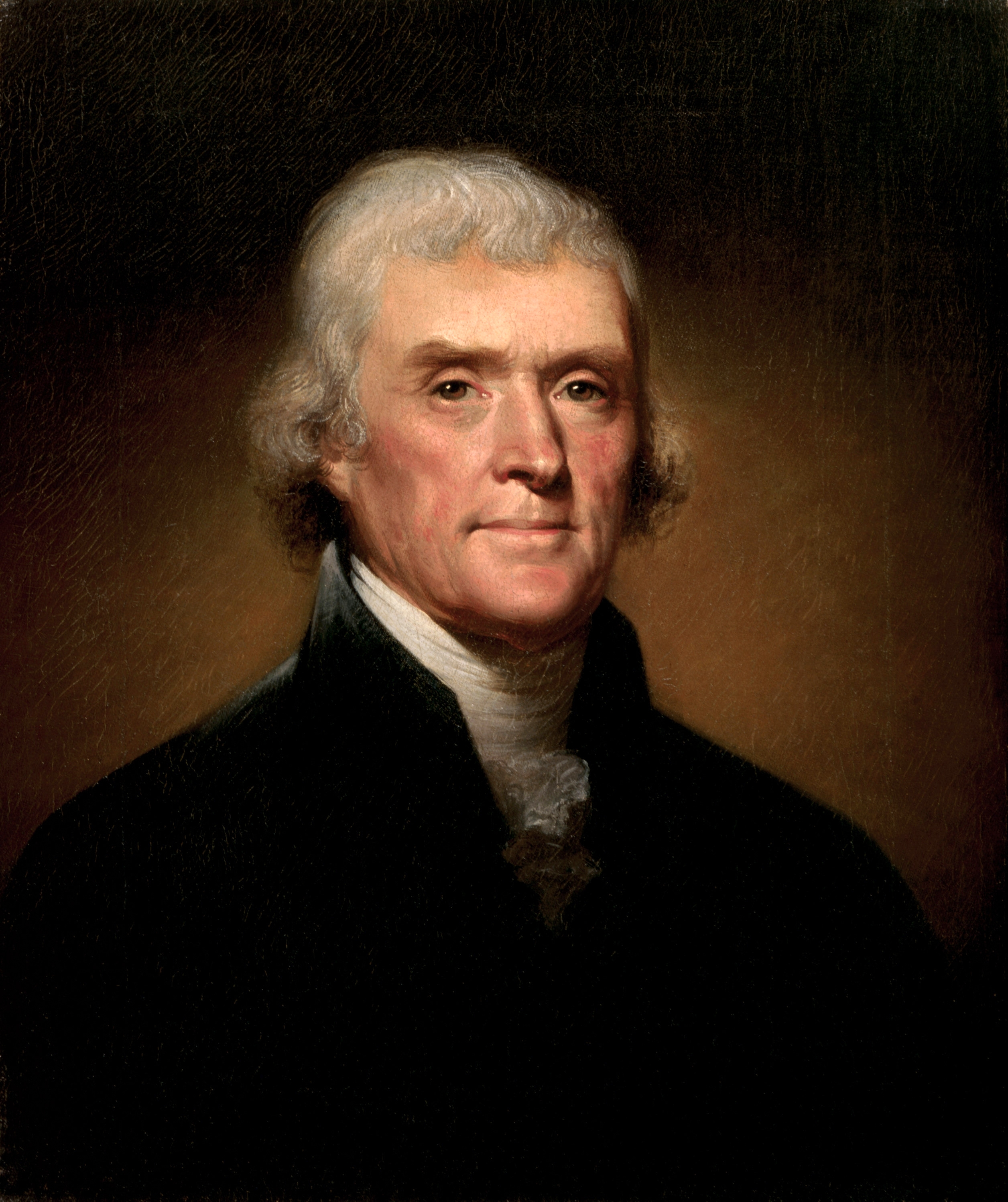
민주공화당 (미국)의 창시자인 토머스 제퍼슨

워싱턴은 계속해서 새로운 헌법 정부에 대한 지지를 표명하며, 이를 국가의 원래 시도였던 연합규약에 대한 개선이라고 부른다. 국민에게 자신들의 필요를 충족시키기 위해 정부를 변경할 권리가 있지만, 이는 오직 헌법 개정을 통해서만 이루어져야 한다고 상기시켰다. 그는 정부에 대한 폭력적인 장악은 어떤 대가를 치르더라도 피해야 하며, 공화국의 모든 구성원은 헌법을 따르고 미국 국민의 다수에 의해 헌법적으로 수정될 때까지 정부의 법을 준수하는 것이 의무라고 주장하며 이러한 믿음을 강화했다.
워싱턴은 국민에게 정치 파벌이 정부가 만든 법률의 실행을 방해하거나 정부의 부서들이 헌법이 부여한 권한을 행사하는 것을 막으려 할 수 있다고 경고했다. 그러한 파벌은 대중의 요구에 응답하거나 긴급한 문제를 해결하려 한다고 주장할 수 있지만 그들의 진정한 의도는 국민으로부터 권력을 빼앗아 불의한 자들의 손에 넘기는 것이다.
워싱턴은 미국 국민에게 오직 개헌을 통해서만 헌법을 변경할 것을 촉구했지만 정부를 전복하려는 단체들이 정부가 정치 파벌로부터 자신을 방어하고, 법을 집행하며, 국민의 권리와 재산을 보호할 수 없는 지점까지 정부를 약화시키기 위해 헌법 개정을 시도할 수 있다고 경고했다. 결과적으로 그는 국민에게 정부가 잠재력을 최대한 발휘할 시간을 주고, 순간적인 의견과 가설에 따라 단순히 변화를 꾀하는 대신 철저한 시간과 사고를 통해 진정으로 필요하다는 것이 입증된 후에야 헌법을 개정할 것을 촉구했다.

### 정당

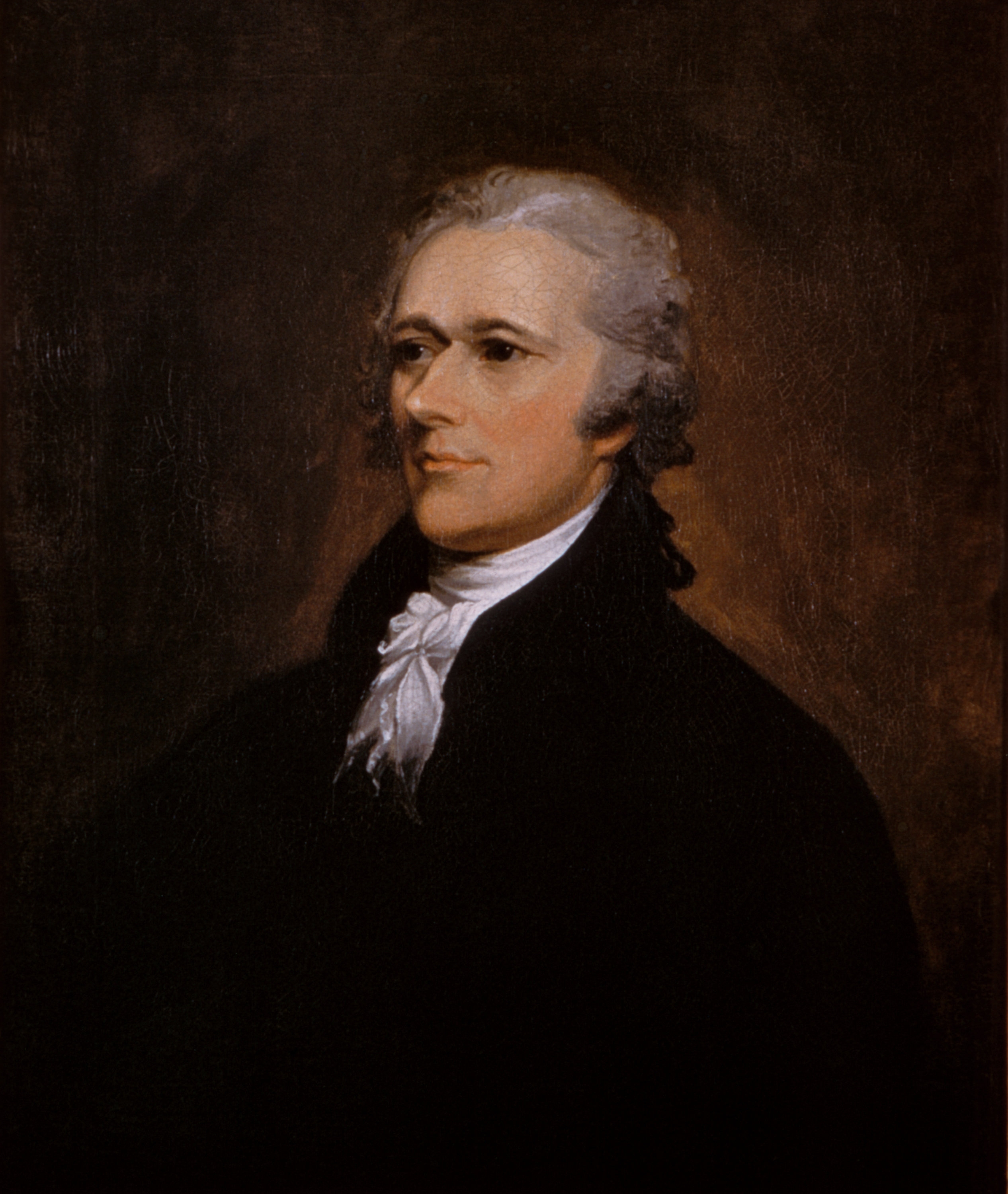
연방당의 창시자인 알렉산더 해밀턴

워싱턴은 할거의 위험에 대한 그의 생각을 계속 발전시키고, 경고를 확장하여 정치 정당이 국가 전체에 미치는 위험을 포함했다. 이러한 경고는 정부 내에서 최근에 부상한 두 개의 대립하는 정당, 즉 제퍼슨이 이끄는 민주공화당과 해밀턴의 연방당의 맥락에서 주어진다. 워싱턴은 프랑스 혁명으로 인해 발생한 영국과 프랑스 간의 갈등에서 중립을 유지하려고 노력했지만 민주공화당은 프랑스와 동맹을 맺으려 했고, 연방당은 영국과 동맹을 맺으려 했다.
워싱턴은 사람들이 정치 정당과 같은 그룹 내에서 조직하고 운영하는 것이 자연스러운 일임을 인정했지만, 모든 정부가 정치 정당을 적대시하고 다른 그룹보다 더 많은 권력을 추구하고 정치적 반대자들에게 복수하는 경향 때문에 이를 억압하려고 노력했다고 주장했다. 그는 정당 간의 불일치가 정부를 약화시킨다고 느낀다.
더 나아가 워싱턴은 한 정당이 다른 정당을 "번갈아 가며 지배"하고 상대방에게 복수하려는 동시적인 노력이 끔찍한 잔학 행위로 이어졌으며, "그 자체가 무서운 독재이다. 그러나 이것은 결국 더 공식적이고 영구적인 독재로 이어진다"고 주장했다. 워싱턴의 관점과 판단에 따르면 정치 정당은 결국 "점차 사람들의 마음을 한 개인의 절대적인 권력 안에서 안보를 찾도록" 만든다 이는 독재로 이어진다. 그는 때때로 정당이 군주국에서 자유를 증진하는 데 유익하다는 사실을 인정하지만 정치 정당은 대중적으로 선출된 정부에서 제지되어야 한다고 주장했다. 왜냐하면 그들은 정부의 의무를 방해하고, 집단과 지역 간에 근거 없는 질투를 야기하며, 사람들 사이에 거짓 경보를 울리고, 폭동과 반란을 조장하며, 외국과 외세가 정부에 접근하여 국가에 그들의 의지를 강요할 수 있는 길을 제공하는 경향이 있기 때문이다.

### 견제와 균형, 삼권분립

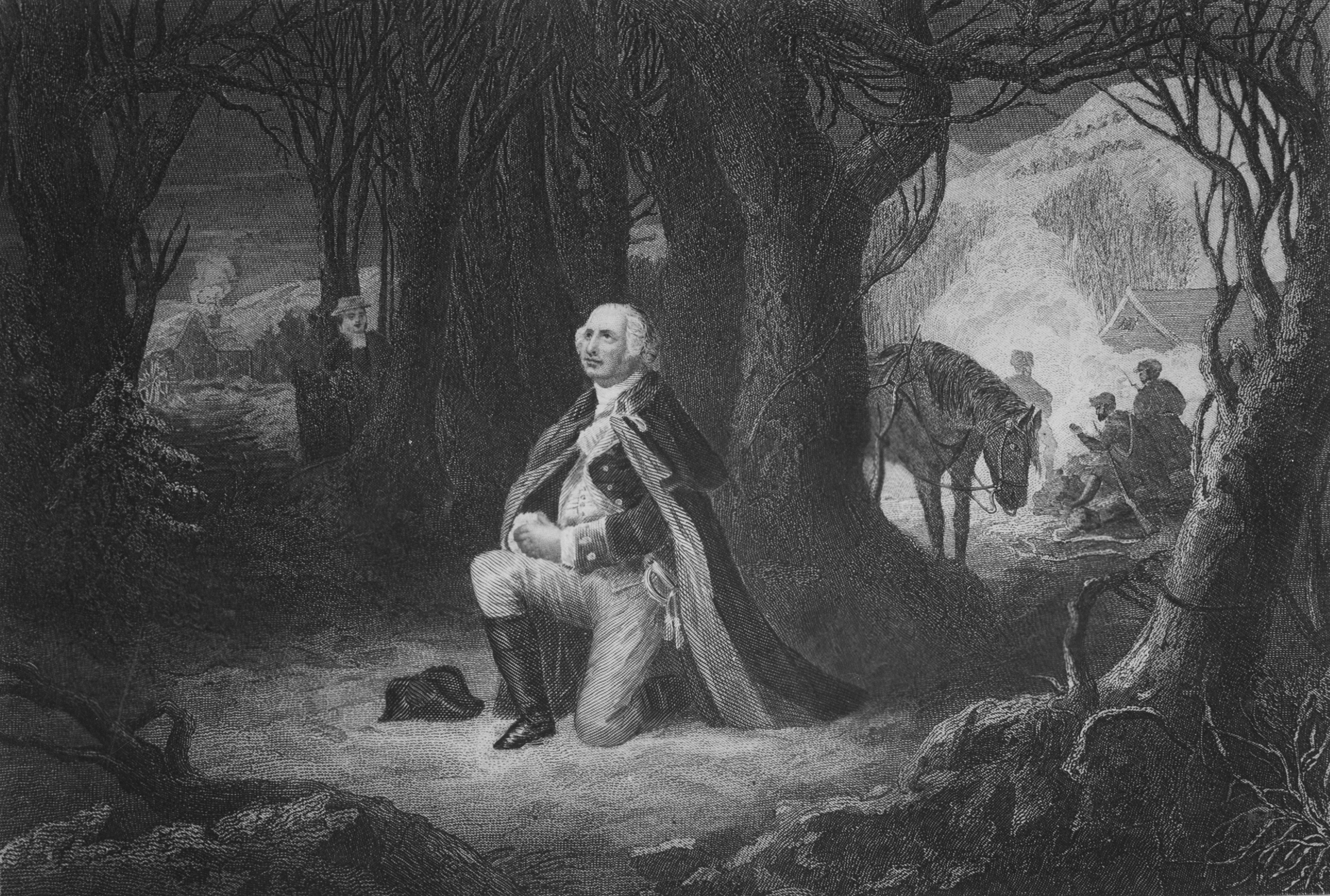
1866년 조지 워싱턴이 밸리 포지에서 기도하는 모습을 묘사한 판화로, 이는 미국 독립 전쟁에서 워싱턴에게 가장 어려웠던 순간 중 하나였다. 약 2,000명에서 3,000명의 대륙육군 병사들이 질병과 의류 및 식량 부족으로 밸리 포지에서 사망했다.

워싱턴은 견제와 균형 시스템과 삼권분립이 국가의 통제를 한 개인이나 집단이 장악하는 것을 막는 중요한 수단이라고 주장하며 헌법에 대한 그의 옹호를 이어간다. 그는 미국 국민에게 헌법을 통해 정부에 부여된 권한을 수정할 필요가 있다고 믿는다면, 폭력을 통해서가 아니라 헌법 개정을 통해 이루어져야 한다고 조언한다.

### 종교, 도덕, 교육
워싱턴의 연설에서 가장 자주 언급되는 부분 중 하나는 사적 및 공적 행복을 증진하고 국가의 정치적 번영을 증진하는 데 있어 종교와 도덕의 중요성에 대한 그의 강력한 지지이다. 그는 종교적 원칙이 정의의 기초인 재산, 명성, 생명, 명예의 보호를 증진한다고 주장했다. 그는 종교 없이 국가의 도덕성이 유지될 수 있다는 믿음에 대해 경고했다.
정치적 번영으로 이끄는 모든 성향과 습관 중에서 종교와 도덕은 필수적인 지지대이다. 인간 행복의 이 위대한 기둥들, 인간과 시민의 의무에 대한 가장 확고한 지지대들을 전복시키려고 노력하는 자는 헛되이 애국심의 공물을 주장할 것이다. 단순히 정치가도 경건한 사람과 마찬가지로 그것들을 존중하고 소중히 여겨야 한다. 한 권의 책으로는 사적 및 공적 행복과의 모든 연결을 추적할 수 없을 것이다. 간단히 묻자: 법정에서 조사의 도구인 맹세에 대한 종교적 의무감이 사라진다면 재산, 명성, 생명에 대한 안보는 어디에 있는가? 그리고 도덕성이 종교 없이 유지될 수 있다는 가정에 신중하게 빠져들도록 하자. 특수한 구조의 마음에 대한 정교한 교육의 영향에 아무리 많은 것을 양보한다 해도 이성과 경험 모두 종교적 원칙을 제외하고는 국가적 도덕성이 우세할 것으로 기대하는 것을 금한다.
워싱턴은 종교적 원칙을 문명사회의 기초로 언급했다. 또한 미국 정부가 미국 전역에 "지식의 일반적인 확산"을 보장해야 한다고 주장했다. 정부는 국민의 의견을 강제하기 위해 만들어졌으므로 국민의 의견은 정보를 얻고 지식을 갖추어야 한다고 말했다.

### 신용과 정부 차입
워싱턴은 균형 잡힌 연방 예산을 강력히 지지하며 국가 신용이 힘과 안보의 중요한 원천이라고 주장했다. 미국 국민에게 전쟁을 피하고, 불필요한 차입을 피하며, 평시에 전쟁 중에 축적된 국가 부채를 가능한 한 빨리 갚음으로써 국가 신용을 보존할 것을 촉구했다. 그래야 미래 세대가 재정적 부담을 떠맡을 필요가 없기 때문이다. 부채를 피하라는 경고에도 불구하고 워싱턴은 때로는 적절하게 준비하지 않으면 더 많은 비용이 들 위험이나 전쟁을 막기 위해 돈을 쓰는 것이 필요하다고 믿는다고 말했다. 이러한 시기에 워싱턴은 국민이 이러한 예방적 비용을 충당하기 위해 세금을 납부함으로써 협력하는 것이 필요하다고 주장했다. 정부가 과세할 항목을 신중하게 선택하는 것이 얼마나 중요한지 강조하지만 또한 미국 국민에게 정부가 아무리 노력해도 납부해야 하는 사람들에게 불편하고 불쾌하지 않은 세금은 결코 없을 것이라고 말했다.

### 외교 관계와 자유 무역
워싱턴은 자신의 고별 연설 상당 부분을 외교 관계와 미국과 외국 간의 영구 동맹의 위험, 즉 그가 외교적 얽힘으로 간주하는 것에 할애했다. 그는 모든 국가에 대한 선의와 정의의 정책을 옹호하며, 다시 종교적 교리와 도덕에 기반한 적절한 행동을 언급했다. 미국 국민에게 어떤 국가와도 장기적인 우호 관계나 경쟁 관계를 피할 것을 촉구하며 다른 국가에 대한 애착이나 적대감이 외교 정책에서 정부의 판단을 흐리게 할 뿐이라고 주장했다. 그는 오래 지속되는 나쁜 관계는 미국과 적대적인 국가로 간주되는 국가에 의해 저질러진 사소한 위반을 과장하는 경향 때문에 불필요한 전쟁으로 이어질 뿐이라고 주장했다. 동맹이 미국을 정당성이 없고 선호하는 국가를 단순히 방어하는 것 외에 국가에 이익이 없는 전쟁으로 끌어들일 가능성이 있다고 주장했다. 동맹이 종종 미국의 동맹국만큼 대우받지 못한다고 느끼는 국가들과의 좋지 않은 관계로 이어지고, 미국 정부가 미국 국민의 의지 대신 동맹국의 의지에 따라 결정을 내리도록 영향을 미치겠다고 위협한다고 경고했다.

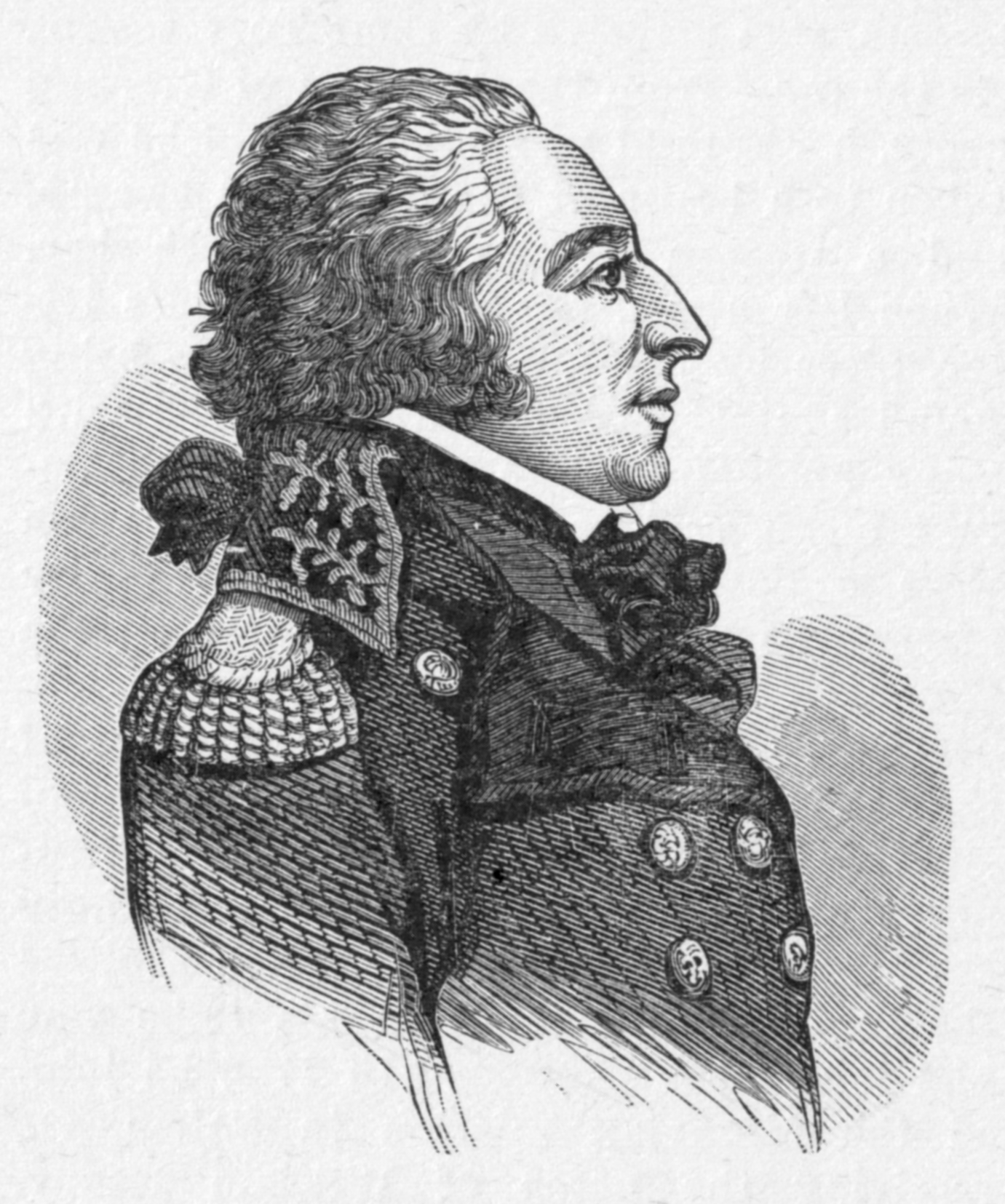
미국 정치에 간섭했던 프랑스 특사 에드몽샤를 주네

워싱턴은 미국 국민과 정부에 영향을 미치려 할 외국, 즉 우방국으로 간주될 수 있는 국가와 적국으로 간주될 수 있는 국가 모두 정부에 자신들의 의지를 강요하려 할 것이라는 위험에 대해 길게 언급했다. 외국 "음모"에 저항하는 "진정한 애국자"들은 다른 사람들의 눈에는 "의심스럽고 혐오스러운" 존재가 될 수 있다고 경고했지만 국민들에게 그러한 영향력에 단호히 맞설 것을 촉구했다. 그러한 외국의 이익을 추진하려는 사람들을 해당 국가들의 "도구이자 어리석은 자"로 묘사하며 "진정한 애국자"들로부터 조국에 대한 박수와 칭찬을 가로채면서 실제로는 미국의 이익을 외국에 "양보"하기 위해 일한다고 주장했다.
워싱턴은 계속해서 미국 국민에게 세계에서 고립된 위치를 활용하고 외교 문제, 특히 미국의 이익과 거의 또는 전혀 관련이 없는 유럽의 외교 문제에 얽히거나 휘말리지 말 것을 촉구했다. 고립된 위치와 단결이 중립을 유지하고 자국의 일에 집중할 수 있게 해주는 상황에서 미국 국민이 유럽 문제에 얽히는 것은 이치에 맞지 않는다고 주장했다. 극심한 위험 시 일시적인 동맹은 필요할 수 있지만 모든 외국과의 영구적인 동맹은 피해야 한다고 주장했다. 그는 현재의 조약은 존중해야 하지만 연장되어서는 안 된다고 말했다.
워싱턴은 모든 국가와의 자유 무역을 옹호하며 자신의 외교 정책 입장을 마무리했다. 무역 관계가 자연스럽게 확립되어야 하며 정부의 역할은 안정적인 무역을 보장하고 미국 상인의 권리와 관습적인 무역 규칙을 보장하는 데 필요한 모든 조항을 방어하는 것으로 제한되어야 한다고 주장했다.

### 연설의 의도
워싱턴은 연설의 이 부분에서 그의 조언이 국민에게 큰 영향을 미치거나 미국 정치의 방향을 바꾸리라고 기대하지 않는다고 설명했지만 국민이 조국에 대한 그의 헌신적인 봉사를 기억해주기를 바란다고 말했다.

### 중립 선언의 옹호
워싱턴은 프랑스 혁명 전쟁 중 그가 발표한 중립 선언에 대한 그의 추론을 설명한다. 이는 프랑스와의 기존 동맹 조약 (1778년)에도 불구하고 이루어진 것이다. 그는 미국이 분쟁에서 중립을 유지할 권리가 있었고, 그 결정의 정당성은 이후 모든 국가에 의해 "사실상 인정되었다"고 설명한다. 그는 정의와 인류애가 분쟁 중 중립을 유지하도록 요구했으며, 중립은 또한 새로운 정부가 성숙하고 자국의 일을 통제할 충분한 힘을 얻을 기회를 주기 위해 필요했다고 주장한다.

### 결론
워싱턴은 미국 국민에게 보내는 편지를 마치며, 그가 국가에 봉사하는 동안 발생했을지 모르는 어떤 실패도 용서해 달라고 요청했고 그것이 그의 약점 때문이며 결코 고의적인 것이 아님을 확신시켰다. 이 문장들은 그가 45년 간의 공직 생활 동안 함께 만들었던 자유 정부에서 동료 미국인들과 함께 사적인 시민으로 합류하는 것에 대한 그의 흥분을 표현했다.

## 같이 보기
워싱턴의 고별 연설은 미국 역사에서 가장 중요한 문서 중 하나이자 연방당의 정치적 교리의 기초로 간주된다.
워싱턴은 공직 은퇴에 대한 그의 언급된 희망에도 불구하고, 존 애덤스 대통령으로부터 유사전쟁 동안 프랑스군의 침략 가능성으로부터 국가를 방어하기 위해 형성된 임시군인 선임 장교로 임명받는 것을 나중에 수락했다. 워싱턴은 임시군의 장교단을 조직하는 데 수개월을 보냈음에도 불구하고 고별 연설에서의 그의 진술을 지켰고, 1800년 대통령 선거에서 공직으로 복귀하라는 제안을 거절했다.
미국 정치에서 종교와 도덕의 중요성에 대한 워싱턴의 진술과 외교 동맹의 위험에 대한 그의 경고는 20세기까지 정치적 논쟁에 영향을 미쳤으며, 미국 영웅의 조언으로 특별한 고려를 받았다.

### 외국과의 동맹
워싱턴이 미국이 외국과의 영구 동맹을 끝내기를 바랐던 희망은 1800년에 1800년 협약으로 실현되었다. 이는 1778년 동맹 조약을 공식적으로 종료하는 모르트퐁텐 조약이었으며, 유사전쟁을 끝내고 나폴레옹 프랑스와 최혜국 대우 무역 관계를 수립하는 대가로 이루어졌다. 1823년에는 워싱턴의 외교 정책 목표가 먼로주의에서 더욱 실현되었다. 먼로주의는 유럽 국가들이 중미 및 남아메리카의 새로 독립한 라틴 아메리카 국가들을 식민화하거나 간섭하려 하지 않는 한 유럽 문제에 대한 불간섭을 약속했다. 미국은 1949년 북대서양 조약에 따라 NATO가 결성될 때까지 어떠한 영구적인 군사 동맹도 맺지 않았다.

### 의회에서의 낭독
필라델피아 주민들은 남북 전쟁 중인 1862년 1월에 의회에 워싱턴 탄생 130주년을 기념하여 그의 고별 연설을 "의회 양원 중 한 곳에서" 낭독해달라고 청원했다. 이 연설은 1862년 2월 하원에서 처음 낭독되었고, 1899년까지 워싱턴의 연설을 낭독하는 것은 양원에서 전통이 되었다. 하원은 1984년에 이 관행을 폐지했지만 상원은 이 전통을 계속 이어가고 있다. 대통령의 날에는 상원 의원 중 한 명을 선정하여 1896년부터 매년 정당을 번갈아 가며 상원 본회의장에서 연설을 큰 소리로 낭독한다. 또한 일부 상원 의원은 연설을 낭독하기 전에 짧은 발언과 해설을 했고 낭독을 마친 후 낭독자는 상원 비서관이 관리하는 검은색 가죽 제본 일지에 기록했다.
스트롬 서먼드의 1957년 민권법 필리버스터 중에 조지 워싱턴의 고별 연설은 스트롬 서먼드에 의해 낭독되었다.

### 미국 국가 신화에서
정치 저널리스트 존 애블론에 따르면, 고별 연설은 "한때 시민 성경으로 칭송받았고, 미국 독립선언보다 더 널리 재인쇄되었지만", "이제는 거의 잊혀졌다"고 덧붙였다. 그는 브로드웨이 뮤지컬 해밀턴이 "원 라스트 타임"이라는 노래에서 워싱턴과 해밀턴이 연설의 마지막 부분을 부르면서 대중의 인식을 다시 불러일으키기 전까지는 "국가 기억 속에서 오랫동안 가려져 있었다"고 시사했다.

## 같이 보기
- 연방당 시대 (1790년대 포함)
- 미국의 공화주의
- 미국 고립주의

## 더 읽어보기
- Avlon, John. Washington's Farewell: The Founding Father's Warning to Future Generations (2017) 발췌
- DeConde, Alexander (1957). 《Washington's Farewell, the French Alliance, and the Election of 1796》. 《Mississippi Valley Historical Review》 43. 641–658쪽. doi:10.2307/1902277. ISSN 0161-391X. JSTOR 1902277.
- Gilbert, Felix (1961). 《To the Farewell Address: Ideas of Early American Foreign Policy》. New York: Harper and Row.
- Hostetler, Michael J. "Washington's farewell address: Distance as bane and blessing". Rhetoric & Public Affairs (2002) 5#3 pp: 393–407. 온라인
- Kaufman, Burton Ira, ed. (1969) Washington's Farewell Address: The View from the 20th Century (Quadrangle Books) 학자들의 에세이
- Kochin, Michael (2019). 《Communications and Empire: George Washington's Farewell Address》. 《American Political Thought》 8. 347–364쪽. doi:10.1086/704532. ISSN 2161-1580.
- Malanson, Jeffrey J. (2015) Addressing America: George Washington's Farewell and the Making of National Culture, Politics, and Diplomacy, 1796–1852 (Kent State University Press, 2015). x, 253 pp 발췌
- Pessen, Edward (1987). 《George Washington's Farewell Address, the Cold War, and the Timeless National》. 《Journal of the Early Republic》 7. 1–27쪽. doi:10.2307/3123426. ISSN 0275-1275. JSTOR 3123426.
- Spalding, Matthew; Garrity, Patrick J. (1996). 《A Sacred Union of Citizens: George Washington's Farewell Address and the American Character》. Lanham, MD: Rowman & Littlefield. ISBN 0-8476-8261-7.
- ——— (1996). 《George Washington's Farewell Address》. 《The Wilson Quarterly》 20.
- Varg, Paul A. (1963). 《Foreign Policies of the Founding Fathers》. Baltimore: Penguin Books.